# Gabriel ibn Bochtischu
Gabriel ibn Bochtischu (persisch جبرئیل بن بختیشوع Dschabra’īl bin Bachtischuʿ, DMG Ǧabra’īl bin Baḫtīšūʿ; arabisch جبريل بن بختيشوع Dschabril bin Bachtischuʿ, DMG Ǧibrīl b. Baḫtīšūʿ) war ein persischer Mediziner, der im 8. und 9. Jahrhundert n. Chr. lebte. Er stammte aus der bekannten nestorianischen Bachtischu-Familie, deren Mitglieder in der Akademie von Gundischapur (in Gundischapur in Iran) tätig waren. Er war Leibarzt des Kalifen Harun ar-Raschid.

## Leben und Werk

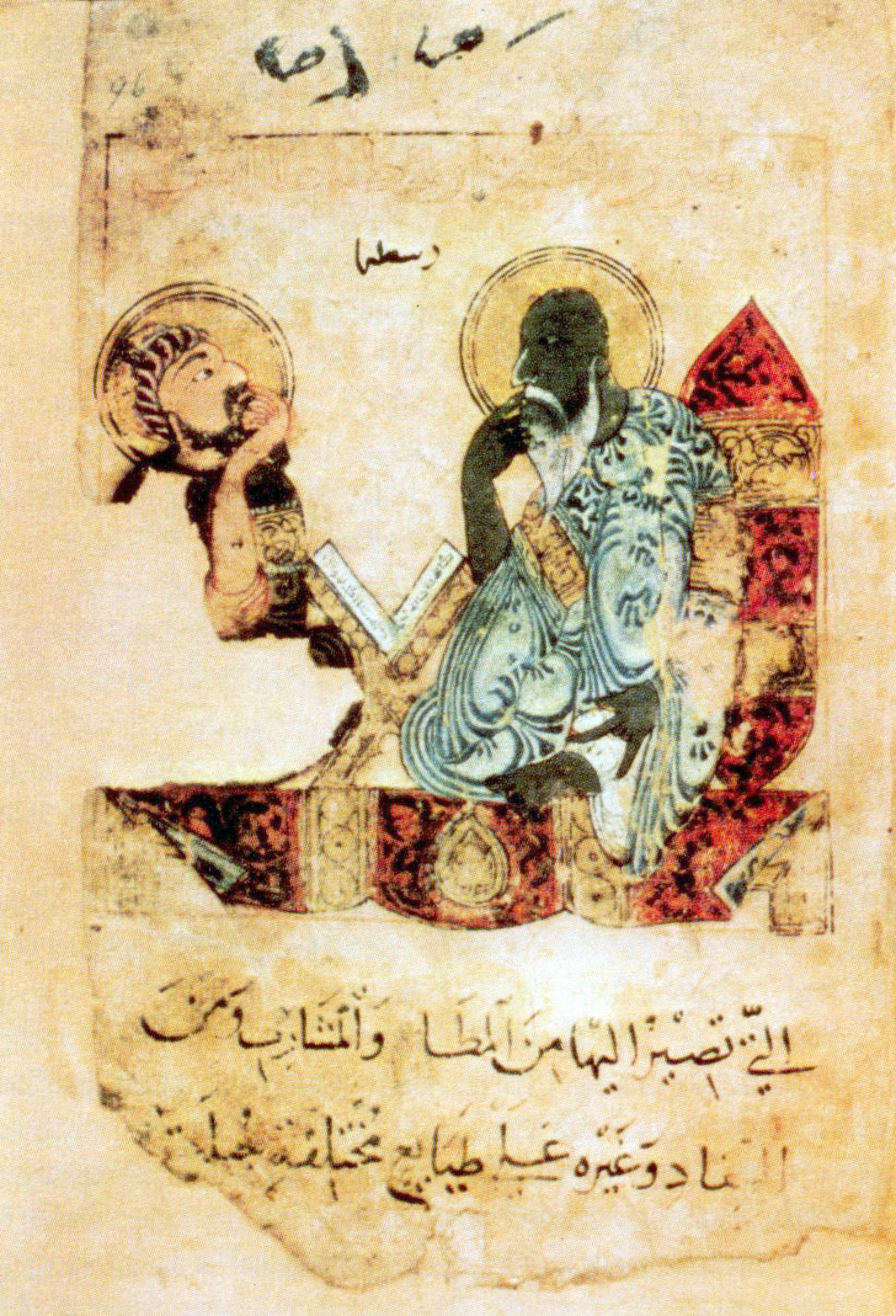
Darstellung des Aristoteles von Gabriel Bochtiso

Gabriel ibn Bochtischu war Christ, der Arzt des Barmakiden Dscha’far und danach 805–808 der Arzt von Hārūn ar-Raschīd und später von al-Ma'mūn. Er starb 828 oder 829 und wurde im Kloster St. Sergios in Madain (Ktesiphon) beerdigt. Ibn Bochtischu schrieb verschiedene medizinische Abhandlungen und übte erheblich Einfluss auf den Fortschritt der Wissenschaften in Bagdad aus. Er unternahm unter großen Anstrengungen die Recherche von antiken Griechischen Medizinischen Werken und förderte deren Übersetzer. Er wurde durch den Patriarchen Timotheus I. (Mar Timotheus I. 780–820/23) exkommuniziert und setzte daraufhin die Wahl des Patriarchen Isho bar Noun (Mar Ischo bar Noun 820/3–825/28) durch.
Gabriel ibn Bochtischus Großvater war Dschirdschis ibn Dschibril (Georg bar Gabriel bar Bochtischu). Gabriels Sohn Yuhanna ibn Bochtischu war ebenfalls Mediziner. Das letzte bekannte Mitglied der nestorianischen Bochtischu-Familie war der Arzt Abdollah ibn Buchtischu (940–1058).
Gabriel ibn Bochtischu war Lehrer von Mesue dem Älteren.

## Name
Der Name Buchtischu bedeutet laut Kitāb ʿUyūn al-anbāʾ fī ṭabaqāt al-aṭibbāʾ (كتاب عيون الأنباء في طبقات الأطباء ‚Buch von den Nachrichtenquellen über die Stände der Ärzteschaft‘) des arabischen Historikers Ibn Abī Uṣaibiʿa (ابن أبي أصيبعة) „Diener Jesu“, في اللغة السريانية البخت العبد ويشوع عيسى عليه السلام, DMG fī'l-luġa as-suryāniyya al-baḫt al-‘abd wa-yašū‘ ‘īsā ‘alaihi's-salām ‚in syrischer Sprache: Das [glückliche] Los des Dieners Jesu, der Friede sei mit ihm‘. Der auch im Arabischen existierende Begriff Bacht (بخت, DMG baḫt) stammt jedoch aus dem Persischen mit den Bedeutungen „Glück“, aber auch „Schicksal, Los, Orakel“, so dass der Gesamtname demnach „das [glückliche] Los Jesu tragend“ bedeutet.